# Товарный двор (платформа)
Това́рный двор (бел. Таварны двор) — бывший железнодорожный остановочный пункт Минского отделения Белорусской железной дороги на линии Минск-Пассажирский — Орша-Центральная, расположенный в Минске в пределах железнодорожной станции Степянка.

## История
Открытие участка Осиновка — Брест Московско-Брестской железной дороги, на которой располагалась бывшая остановка электричек состоялось в 1871 году. Остановочный пункт был открыт приблизительно в 1970-е годы, для обслуживания работников территории станции Степянка, на которой располагались складские помещения и производились операции по приему грузов от отправителей (грузовой, товарный двор). В 1974 году остановочный пункт был электрифицирован переменным током (~25 кВ) в составе участка Минск — Борисов.
Выполнение остановок электропоездов было прекращено в ноябре 2015 года, официальное закрытие состоялось 8 февраля 2016 года. В 2017 году был снят асфальт с перронов, а затем платформа была полностью демонтирована.
В ноябре 2018 года, было объявлено о планах по восстановлению остановочного пункта после 2030 года и переносе остановочного пункта Тракторный ближе к станции метро Тракторный завод Автозаводской линии. В 2022 году данные планы были подтверждены решением Минского городского исполнительного комитета.

## Пассажирское сообщение
Расположение — между станциями Тракторный и Степянка. Движение большинства электропоездов происходило без остановки на данной платформе. В день останавливался один рейс до Борисова и два рейса из Борисова в Минск. Билетные кассы на платформе отсутствовали.